# Spur (cráter)

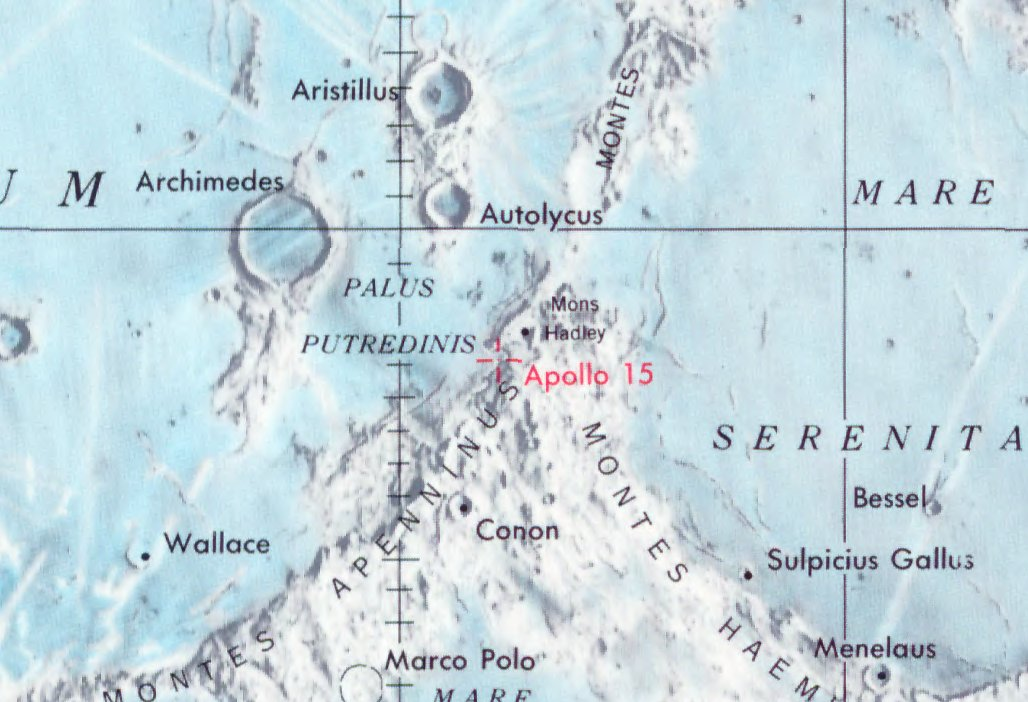
Localización del punto de alunizaje del Apolo XV. (Lunar Chart LPC1. Second Edition)

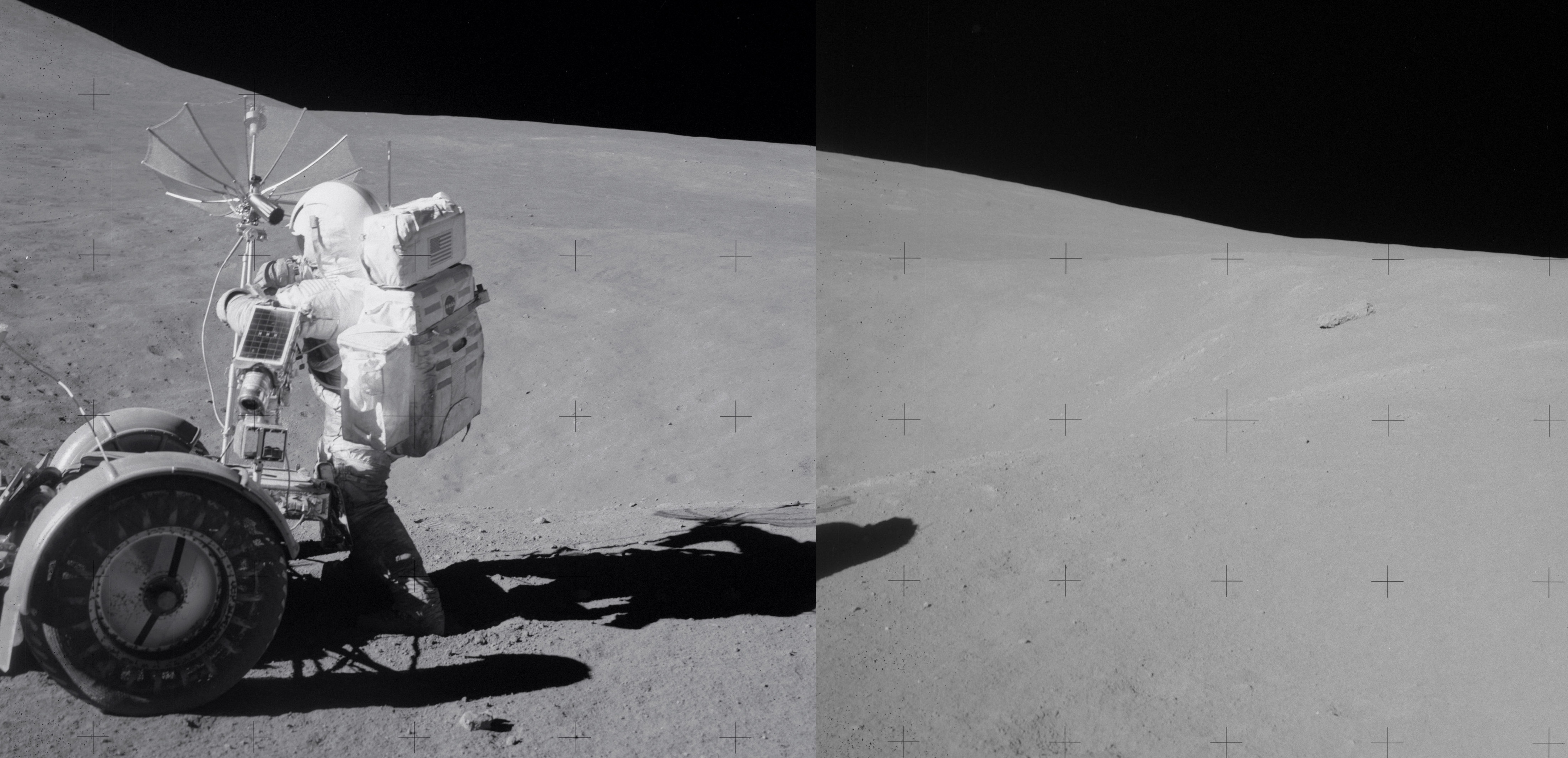
Cráter Spur al fondo, con el astronauta David Scott a la izquierda, cerca del rover lunar LRV.

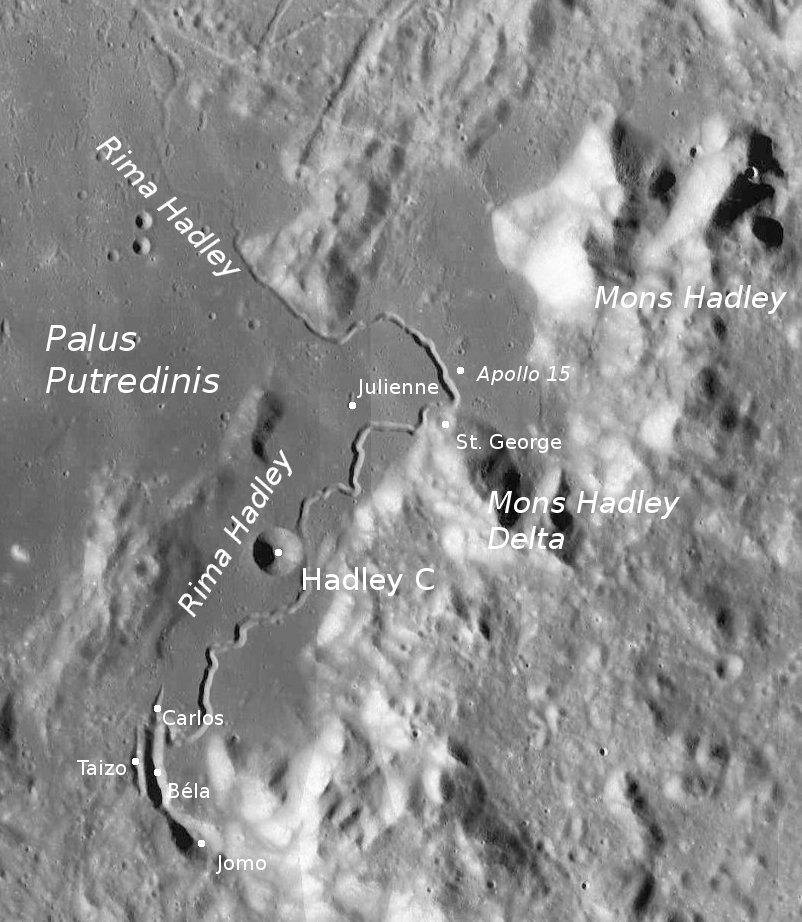
Entorno de Spur, cerca de St. George (Imagen LRO)

Spur es un diminuto cráter lunar, situado en la región Hadley-Apennine. Los astronautas David Scott y James B. Irwin lo visitaron en 1971 en la misión Apolo 15, durante la EVA 2. Spur fue designado dentro del Estacionamiento Geológico 7.
Se encuentra en la ladera norte del Mons Hadley Delta, unos 200 m al norte, al este del cráter St. George mucho más grande, y a unos 5 km al sur del punto de aterrizaje del propio Apolo 15.
Los astronautas encontraron la "Roca Génesis", muestra número 15415, en Spur. Esta muestra contiene un gran clasto de anortosita, y Dave Scott exclamó al examinarla: "¡Lo que acabamos de encontrar! Creo que hemos dado con lo que vinimos a buscar."
También encontraron las muestras 15445 y 15455, las denominadas brechas "en blanco y negro", que se cree son producto de la fusión de los materiales provocada por el calor desprendido en un impacto sobre el Mare Imbrium.
El cráter fue nombrado por los astronautas, y la denominación fue adoptada formalmente por la UAI en 1973. Figura entre las denominaciones topográficas utilizadas en la hoja a escala 1/50.000 del Lunar Topophotomap con la referencia "41B4S1 Apollo 15 Landing Area".

## Imágenes
|  |  |  |

## Galería de muestras
|  |  |  |